# Malformación de Dandy Walker
La malformación de Dandy Walker o síndrome de Dandy Walker corresponde a una malformación congénita caracterizada por la imperforación de los agujero de Magendie y Luschka. Otras alteraciones del sistema nervioso central (cuarto ventrículo y cerebelo) incluyen:
1. El ensanchamiento quístico del cuarto ventrículo, que interfiere con el flujo normal del líquido cefalorraquídeo (LCR).
2. El desarrollo incompleto o defectuoso del vermis y los hemisferios cerebelosos.
3. Hidrocefalia congénita, debida al acúmulo excesivo de LCR e hipertensión intracraneal.

## Descripción
El síndrome de Dandy Walker (SDW) es una enfermedad congénita que tiende a desarrollar sus características clínicas durante la infancia. Se trata de una malformación que afecta al desarrollo estructural del cerebro y especialmente, al del cerebelo.
El cerebelo es una estructura central en el sistema nervioso. A pesar de que tradicionalmente se le ha otorgado un papel destacado en las funciones motoras, también participa en diversos procesos cognitivos complejos (función ejecutiva, memoria, percepción visuoespacial, etc). 
Específicamente,  las personas que padecen este tipo de síndrome pueden presentar diversas anomalías estructurales en el cerebelo, cuarto ventrículo, fosa posterior, entre otras

## Epidemiología
El síndrome o malformación de Dandy Walker es una patología médica que presenta una frecuencia  aproximada de 1 caso por cada 25.000-30.000 habitantes de la población general, siendo más prevalente en las mujeres.

## Cuadro Clínico
En todos los casos, los signos y síntomas asociados a la ocurrencia de esta patología van a depender de la severidad de la condición médica, las malformaciones asociadas y el momento de identificación.
Generalmente, el curso clínico tiende a presentarse durante la etapa infantil, dando lugar al desarrollo de hidrocefalia, atrofia muscular, incremento del perímetro craneal, entre otros.
Así,  de forma específica, los síntomas más característicos del síndrome de Dandy Walker pueden incluir:  crisis convulsivas, hidrocefalia, incremento de la presión intracraneal, macrocefalia, reducción del tono muscular, déficits cognitivos y/o retraso generalizado del desarrollo.

## Etiología
El síndrome de Dandy Walker es una alteración de tipo congénita, por lo que se produce como consecuencia de la presencia de defectos embrionarios durante la gestación.
Diferentes estudios han indicado que el síndrome de Dandy Walker está relacionado con diversas anomalías genéticas, ausencia o supresión del cromosoma 3q24.3, 6p25, 13q32.2-q33.2 o la duplicación de 9q.

## Diagnóstico
El diagnóstico suele efectuarse durante la etapa infantil a través del empleo de pruebas complementarias de neuroimagen para confirmar la presencia/ausencia de alteraciones estructurales en el sistema nervioso.

## Tratamiento
Actualmente no existe un tratamiento curativo para el síndrome de Dandy Walker. Todas las intervenciones terapéuticas se centran el tratamiento sintomatológico y el control de las complicaciones médicas.
Además del tratamiento farmacológico y los abordajes quirúrgicos, en muchos casos es esencial un abordaje no-farmacológico centrado en la terapia física, educación especial, terapia ocupacional e intervención neuropsicológica para lograr el máximo desarrollo cognitivo y físico de la persona afectada.